# Kloster Marienstern
Das Kloster Marienstern (früher auch Güldenstern genannt) war ein Zisterzienserinnenkloster in der Stadt Mühlberg/Elbe im heutigen Bundesland Brandenburg. Seit 2000 versuchen Patres der Ordensgemeinschaft der Claretiner im Auftrag des Bischofs von Magdeburg, Gerhard Feige, das durch die Reformation im 16. Jahrhundert aufgelöste Kloster wiederzubeleben.

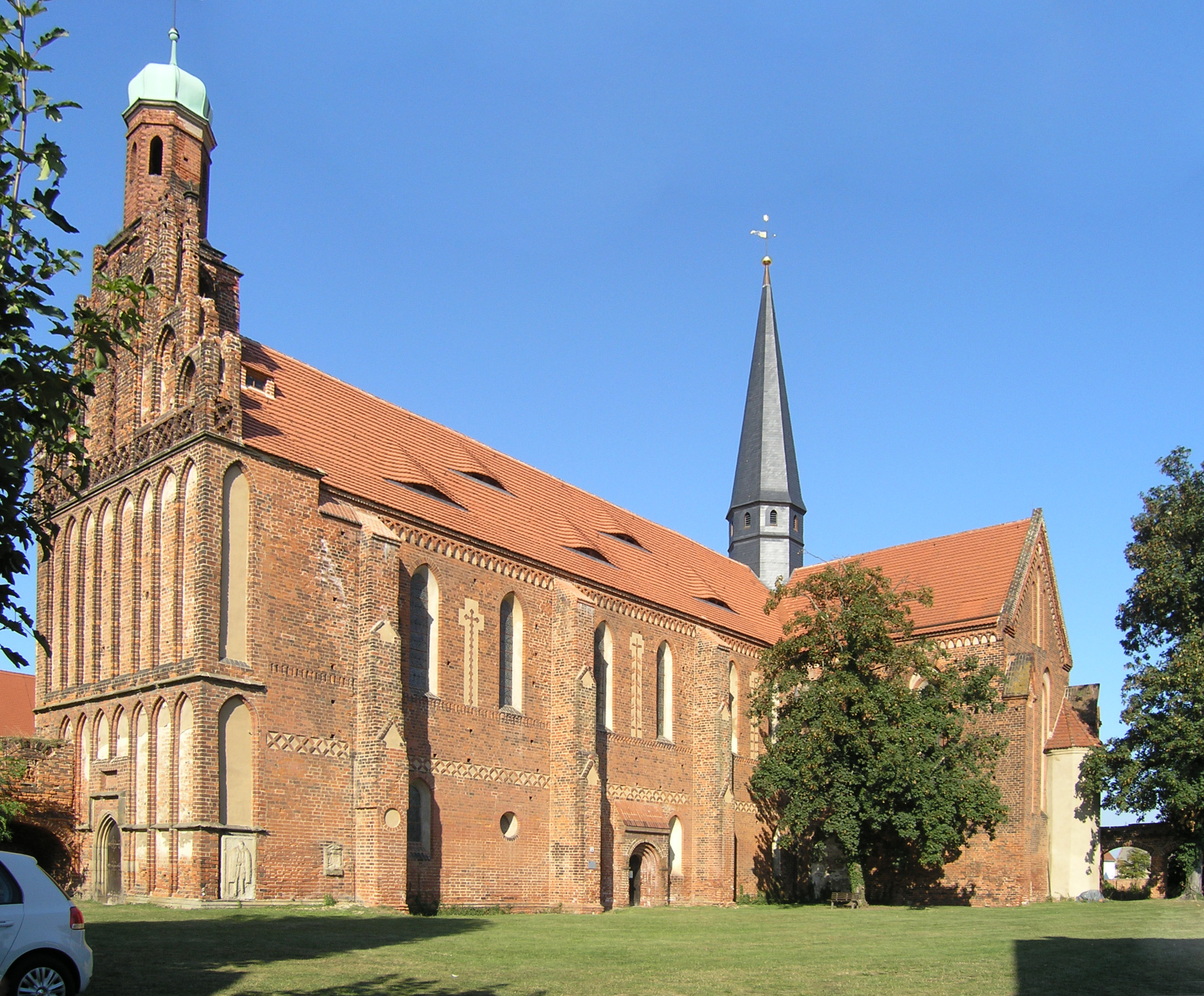
Klosterkirche Marienstern

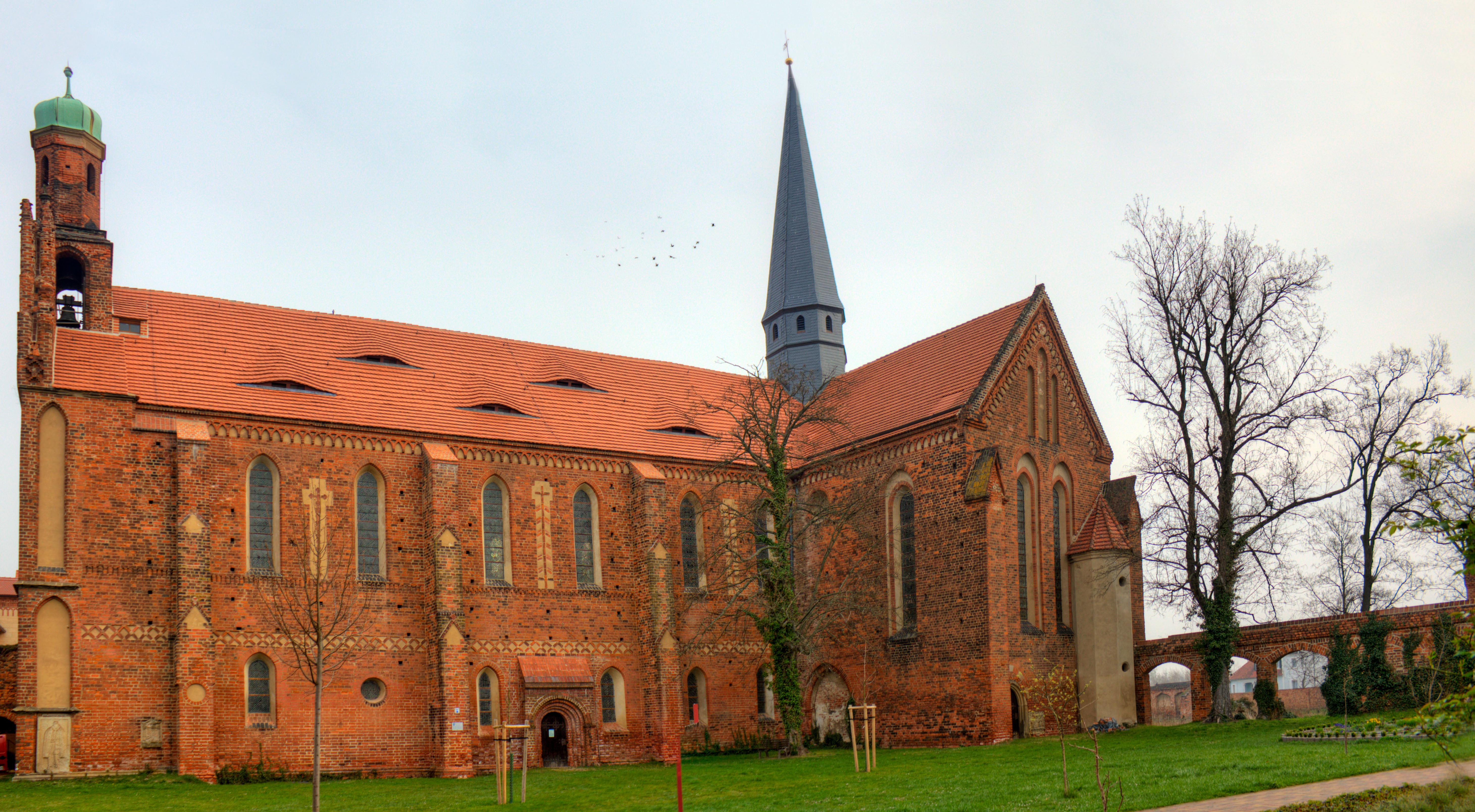
Ansicht von Südwest

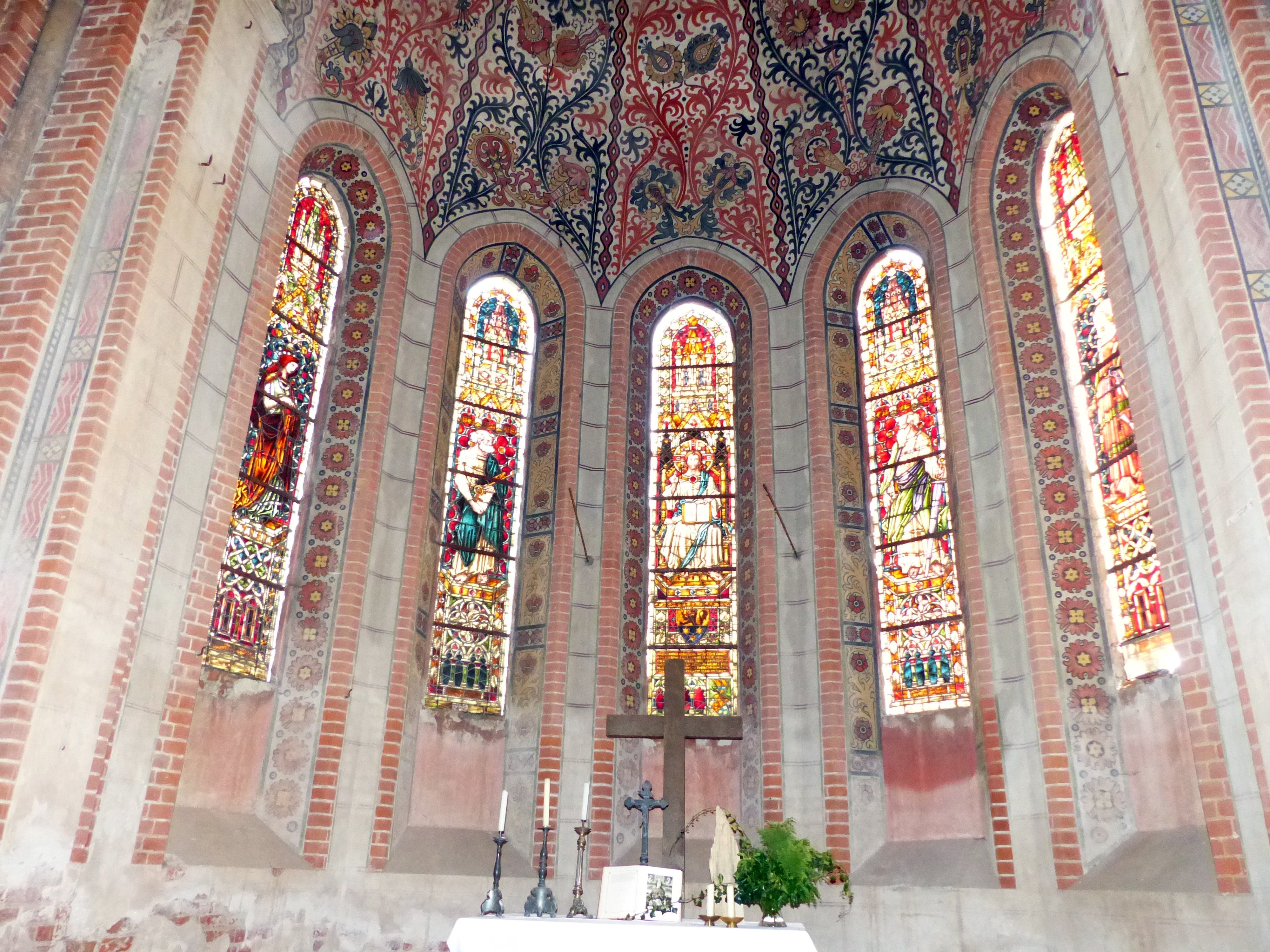
Fenster mit Glasmalereien im Chorpolygon

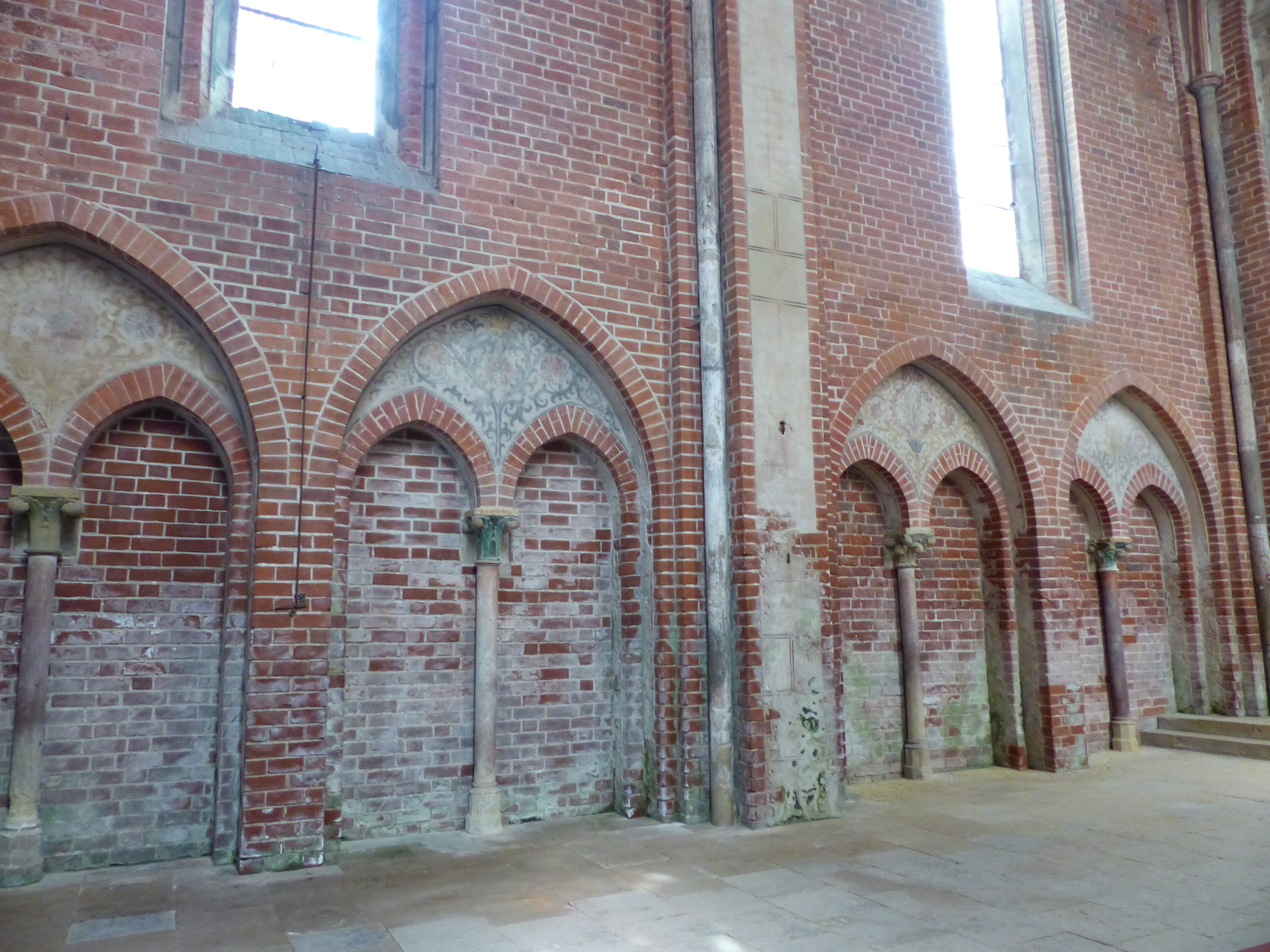
Blendnischen mit Doppelarkaden im Chor

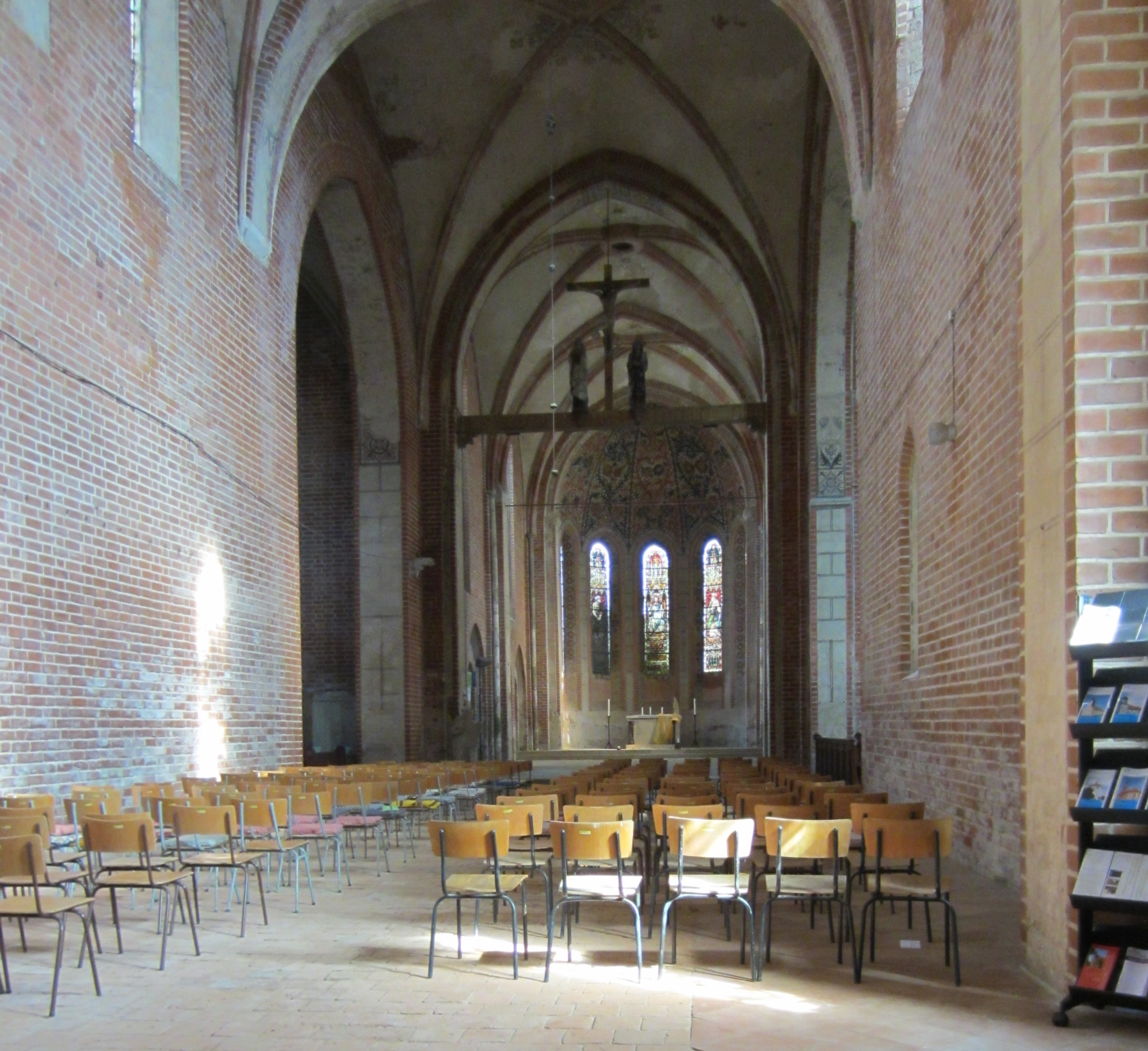
Innenansicht nach Osten

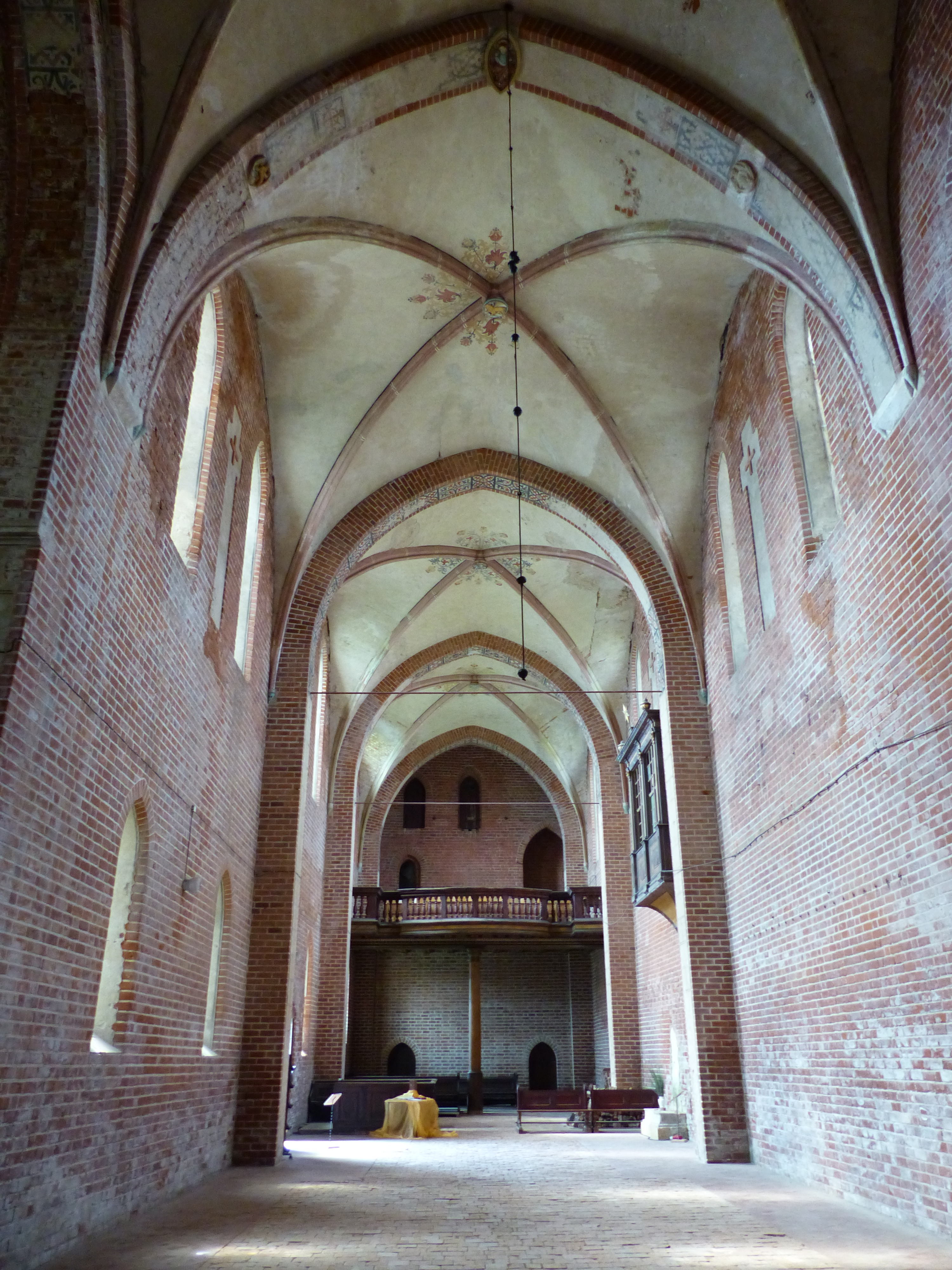
Innenansicht nach Westen

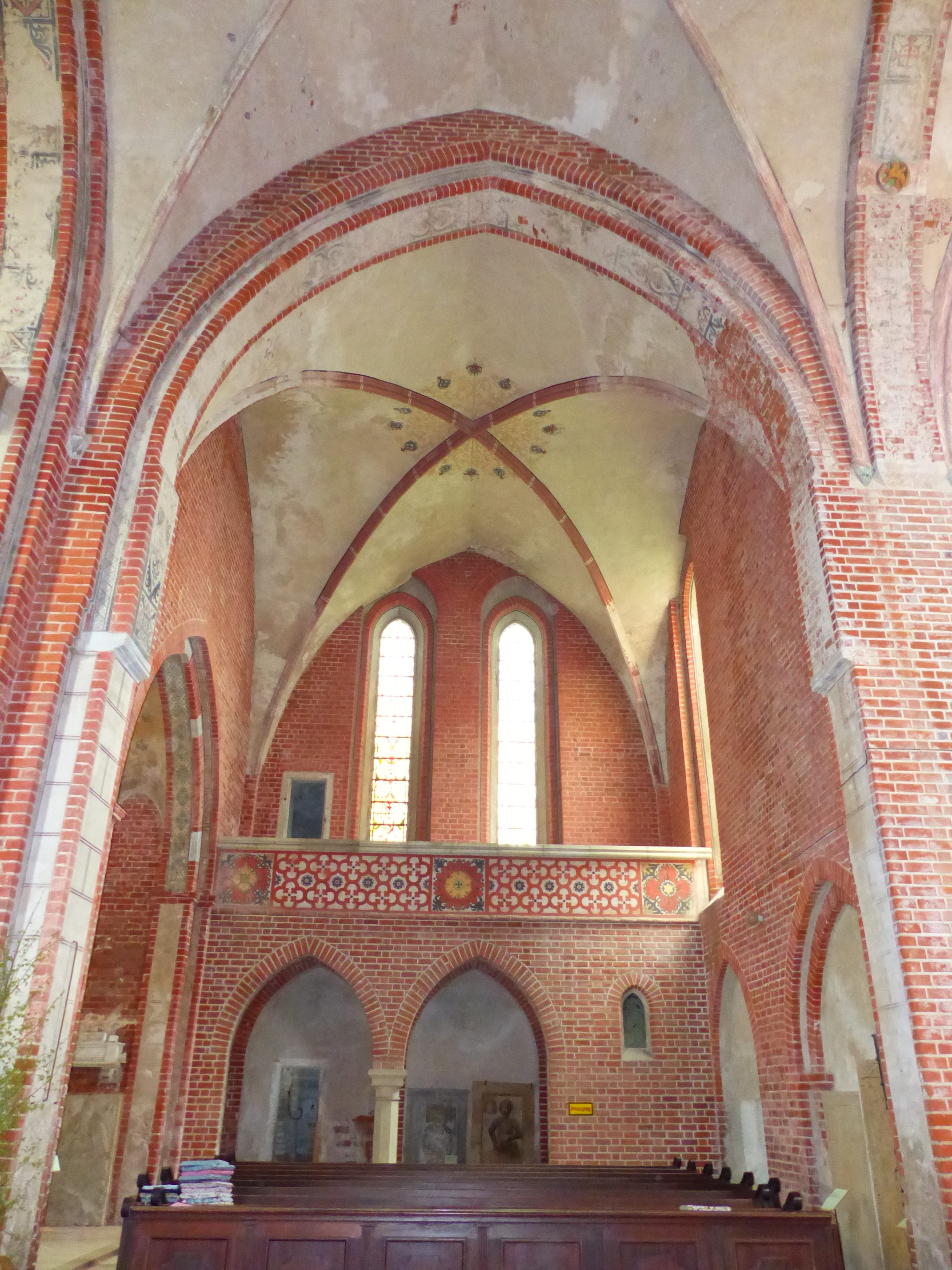
Blick in das Südquerhaus mit Schülerchor

## Geschichte
Das Kloster wurde 1228 durch eine Stiftung der Brüder Otto und Bodo von Ileburg gegründet. Die Zustimmung zur Umwandlung der Pfarrkirche von Mühlberg in eine Klosterkirche wurde von Markgraf Heinrich dem Erlauchten von Meißen bestätigt, von welchem das Kloster ebenfalls Schenkungen erhielt. 1539 wurde das Kloster im Zuge der Reformation säkularisiert.

## Klosterkirche
Die Klosterkirche ist ein großer einschiffiger, fünfjochiger, kreuzförmiger Backsteinbau des 13. Jahrhunderts mit einer langwierigen Baugeschichte. Eine genauere Rekonstruktion des Bauverlaufs ist durch eine Erneuerung zu Beginn des 20. Jahrhunderts erschwert.

### Baugeschichte
Das Bauwerk wurde offenbar im Osten um 1225/30 begonnen. Ein basilikaler Plan wurde dann aber wahrscheinlich bald wieder verworfen, wie am südlichen Querhaus erkennbar ist. Nach mehreren Versuchen und allmählicher Erhöhung der Ostteile mit Apsiden am zweijochigen Chor und an den Kreuzarmen wurde das Bauwerk in einheitlich frühgotischen Formen ausgeführt. Ursprünglich war keine Einwölbung vorgesehen; gegen Ende des 13. Jahrhunderts wurden der Chor, die Vierung und das östliche Langhausjoch jedoch einheitlich eingewölbt. In der ersten Hälfte des 14. Jahrhunderts wurde das einschiffige Langhaus angebaut und schließlich mit der Westfront zum Ende des 15. Jahrhunderts fertiggestellt.
Nach Aufhebung des Klosters und vorübergehendem Leerstand wurde das Bauwerk 1565 als Pfarrkirche der Altstadt eingerichtet, wobei die Teile westlich des Südportals ohne Gewölbe belassen und ebenso wie die Querarme durch eine Trennwand abgeteilt wurden.
Eine umfassende Restaurierung mit Regotisierung und Errichtung des Dachreiters über der Vierung wurde in den Jahren 1901 bis 1906 durchgeführt.
Seit 1950, vor allem nach Sturmschäden 1962, war die Kirche durch Vernachlässigung und Verfall gefährdet. In den 1960er Jahren gab die evangelische Kirchengemeinde das Gotteshaus auf. Die Klostergebäude wurden in der Folge zeitweilig durch eine LPG genutzt. Sicherungsmaßnahmen des Gebäudes erfolgten ab 1979. Die Restaurierung der Klosterkirche ab 1992 und des Refektoriums wurde unter anderem von der Deutschen Stiftung Denkmalschutz gefördert. Bei einem erneuten schweren Sturm am 24. Mai 2010 wurde der Dachreiter der Klosterkirche zerstört.

### Architektur
Die Ostteile sind weitgehend einheitlich gestaltet. An Chor und Querschiff finden sich kräftige Strebepfeiler, unter dem Traufgesims läuft ein Kreuzbogenfries. In den polygonal gebrochenen Apsiden von Chor und Südquerhaus sind ungeteilte Lanzettfenster in doppelter Blende angeordnet. Die Apsis des älteren Nordquerhauses ist im Unterteil leicht dreipassförmig. Dort sind zwei Bänder von je drei Fenstern angeordnet, deren untere lanzettförmig, die oberen kleiner und nahezu rundbogig ausgeführt sind.
Die südliche Querhausfront ist als Schauseite ausgebildet. Sie besitzt ein seitlich verschobenes Spitzbogenportal mit Gliederungen in Sand- und Backstein aus der zweiten Hälfte des 13. Jahrhunderts. Darüber sind zwei hohe Lanzettfenster und im Giebel drei Spitzbogenblenden angeordnet. Der polygonale Treppenturm wurde 1576 als Zugang zu einem Schülerchor angebaut. Der hohe Dachreiter über der Vierung stammt von der Restaurierung aus den Jahren 1901 bis 1906 und musste nach 1991 und nach dem Sturm 2010 erneuert werden.
Das dreieinhalbjochige Langhaus ist schlicht. Auf der Südseite ist die Anordnung der Fenster wegen der einst dort eingebauten Nonnenempore im Innern zweizonig. Zwischen jeweils zwei Fenstern sind mit Kreuzen gefüllte Kreuzblenden angeordnet. Auf der Nordseite ist wegen des ursprünglich dort angeschlossenen Kreuzgangs die untere Zone fensterlos.
Die reiche Westfassade zeigt ein zentrales Portal aus Sandstein und ist mit zwei gleich hohen Reihen von Spitzbogenblenden gegliedert. Der Treppengiebel ist gegliedert durch ansteigende, teils durchbrochene Spitzbogenblenden und wird von einem achteckigen Giebeltürmchen mit einer Haube aus der Zeit 1901/06 bekrönt. Die Fialen aus Backstein am Giebel wurden bei dem Sturm im Jahr 2010 ebenfalls beschädigt.
Die Sakristei wurde um 1240 an die nördliche Querhausfassade angebaut. Sie zeigt im Innern einen Altar aus der Bauzeit und in der Südwand eine Kielbogennische.
Im Innern ist die einheitliche Raumwirkung der Kirche hauptsächlich auf die Restaurierung zurückzuführen. Im Chor sind die Details aus Sandstein gebildet. Unter den Fenstern sind in jedem Joch zwei Spitzbogennischen mit jeweils einer Doppelarkade auf einer Sandsteinsäule mit Knospenkapitell angeordnet. Das Querschiff zeigt Spuren der Planänderungen, so zum Beispiel eine jetzt vermauerte Spitzbogenöffnung im Südwesten, die einst den Anschluss zum Seitenschiff herstellen sollte. Auch an den Gewölben lassen sich wechselnde Planungen ablesen. Das nördliche Querhaus erhielt erst bei der Restaurierung das Gewölbe, wie auch die beiden Westjoche des Langhauses.
Im Schlussstein des östlichen Chorjoches ist ein Christuskopf, im Scheitel des westlichen Vierungsbogens ein thronender Christus aus der Zeit um 1300 dargestellt. Seitlich sind die Evangelistensymbole von Markus und Matthäus angebracht, die entsprechenden Symbole von Johannes und Lukas sind in den Schlusssteinen des Vierungs- und des östlichen Langhausgewölbes angebracht.
In der Apsis sind figürliche Glasmalereien von Fritz Geiges aus dem Jahr 1903 erhalten, der auch die in Resten erhaltene Ausmalung der Kirche durchführte.

### Ausstattung
Die Ausstattung ist bis auf den 1566 gestifteten Flügelaltar (jetzt in der Stadtkirche in Mühlberg) und weitere Ausstattungsstücke, die jetzt in Burxdorf und Saxdorf aufbewahrt werden, verloren. In der Klosterkirche ist nur eine steinerne Mosesfigur als Träger der Kanzel von 1613 erhalten; weitere Reste der Kanzel sind teils durch Diebstahl zu Beginn der 1980er Jahre verloren gegangen. Im zweiten Joch ist eine erhöhte verglaste Loge aus der zweiten Hälfte des 17. Jahrhunderts angebracht.
Zahlreiche Epitaphien und Grabmäler sind, wenn auch vielfach schwer beschädigt, erhalten geblieben, darunter das des Johannes Fabri.

### Orgel
1694 erhielt die Klosterkirche eine Orgel, die dank mehrerer Reparaturen bis ins späte 19. Jahrhundert ihren Dienst verrichtete. Der 1852 verstorbene Tischlermeister Gottfried Lämmel aus Mühlberg, Obermeister der Tischlerinnung, vermachte dem Kloster testamentarisch 200 Taler zum Bau einer neuen Orgel. Zunächst wurde damit ein Fonds gebildet. Von 1886 bis 1887 baute Conrad Geißler schließlich eine neue, zweimanualige Orgel mit 25 Registern ein. 1914 ersetzte Arno Voigt diese durch ein dreimanualiges Werk mit 32 Registern, wobei das sechsfeldrige Orgelprospekt unverändert blieb. Die Instrumente sind nicht erhalten.

## Klostergebäude
Die Klausur befindet sich nördlich der Klosterkirche. Sie bestand aus zweigeschossigen Backsteinbauten, die mehrfach durch Brand zerstört wurden. Vom Kreuzgang sind nach Abbruch 1594 nur Reste in Form von Schildbögen an der nördlichen Längswand der Kirche erhalten. An Stelle des Kreuzgangs ist nach 1990 ein Gang um den Innenhof ohne Bezug zum historischen Bauwerk erbaut worden.
Der Westflügel ist ein zweigeschossiger Backsteinbau, der 1717 als Herrschaftshaus erneuert und 1980 wiederhergestellt wurde. Von dem spätgotischen Ausbau (nach dendrochronologischer Datierung (d) im Jahr 1533) sind die Maßwerkgiebel über den Schmalseiten und ein Saal mit Zellengewölben im Erdgeschoss erhalten. Der Nordflügel mit dem Refektorium wurde bei einem Brand 1991 weitgehend vernichtet und anschließend im Äußeren wiederhergestellt. Der Ostflügel wurde bereits nach 1594 abgebrochen und ist jetzt durch einen modernen Neubau ersetzt.
Unter den weiteren Gebäuden sind das ehemalige Hospitium westlich der Klausur und die Neue Propstei zu nennen. Das Hospitium ist ein verputzter zweigeschossiger Backsteinbau mit einer tonnengewölbten spitzbogigen Durchfahrt, der an der Nordseite einen Treppenturm mit Haube besitzt.
Die Neue Propstei ist ein zweigeschossiger Backsteinbau auf etwa H-förmigem Grundriss, der als Stadtmuseum genutzt wird. Er wurde 1531 (d) errichtet und nach 1554 durch einen neuen Besitzer erweitert. Der Kernbau zeigt zwei prächtige Maßwerkgiebel aus sich durchdringenden Kreisformen. Im Innern sind teilweise Wandmalereien aus der Bauzeit erhalten. Der sogenannte Konventssaal aus der Zeit um 1554 ist mit Decken- und Wandmalereien und einem spätgotischen Kamin ausgestattet.
Zu erwähnen ist weiterhin die Villa des Ritterguts Güldenstern westlich des Klosters im Park, die 1898/99 für Justizrat Winterfeldt von Otto Stahn in gemäßigten Jugendstilformen erbaut wurde. Südöstlich der Klosterkirche befindet sich die Grabkapelle der Familie Winterfeldt, ein Ziegelbau unter Satteldach in neoromanischen Formen, der 1917/18 ebenfalls nach Entwurf von Otto Stahn errichtet wurde.
Reste einer spätgotischen Klostermauer aus Feldstein und Backstein sind zwischen der Klosterkirche und der Neuen Propstei erhalten. Außerdem ist das Areal des Klosters im Osten von einer hohen Backsteinmauer aus dem Jahr 1536 umgeben.

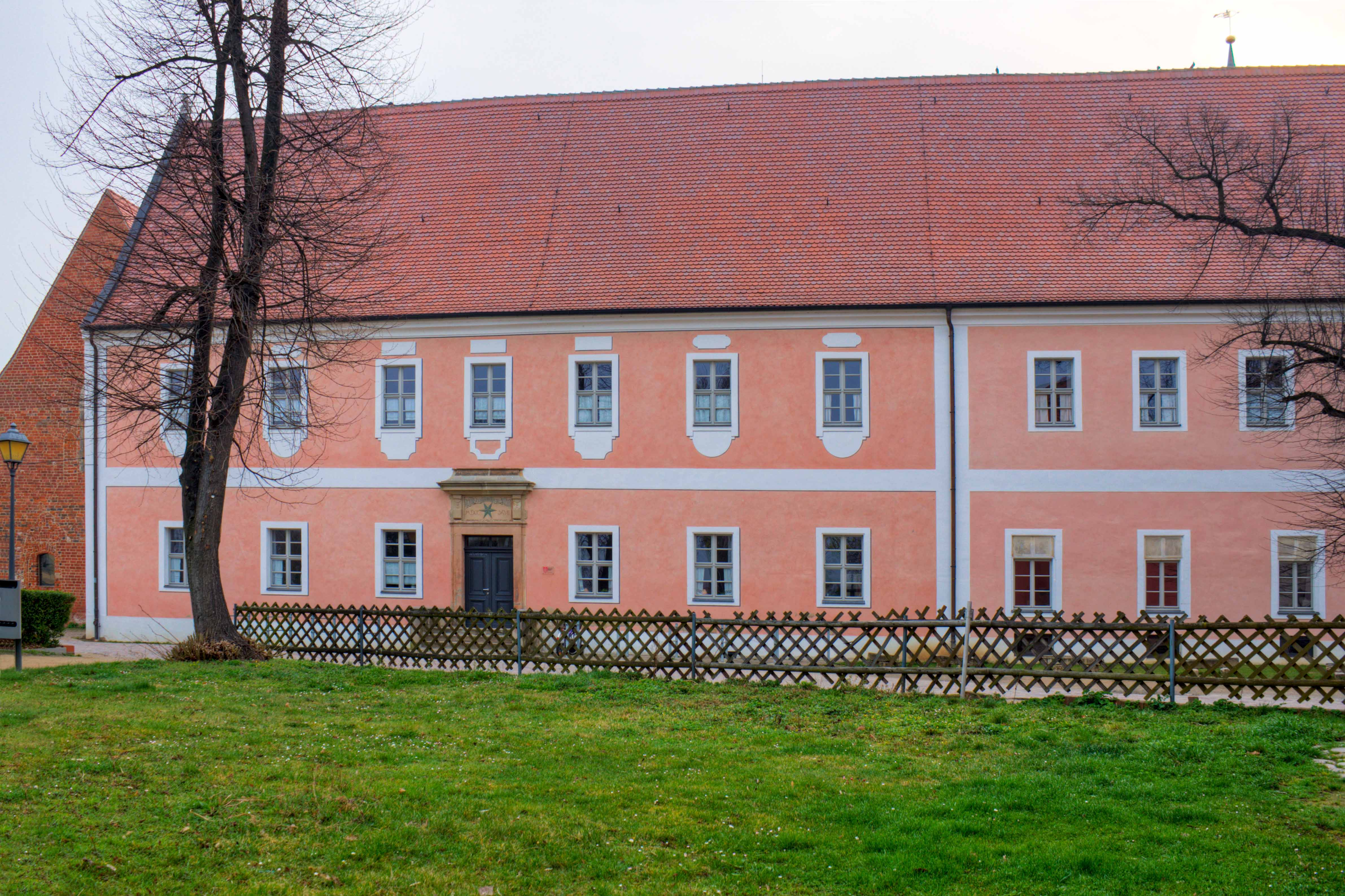
Abteigebäude
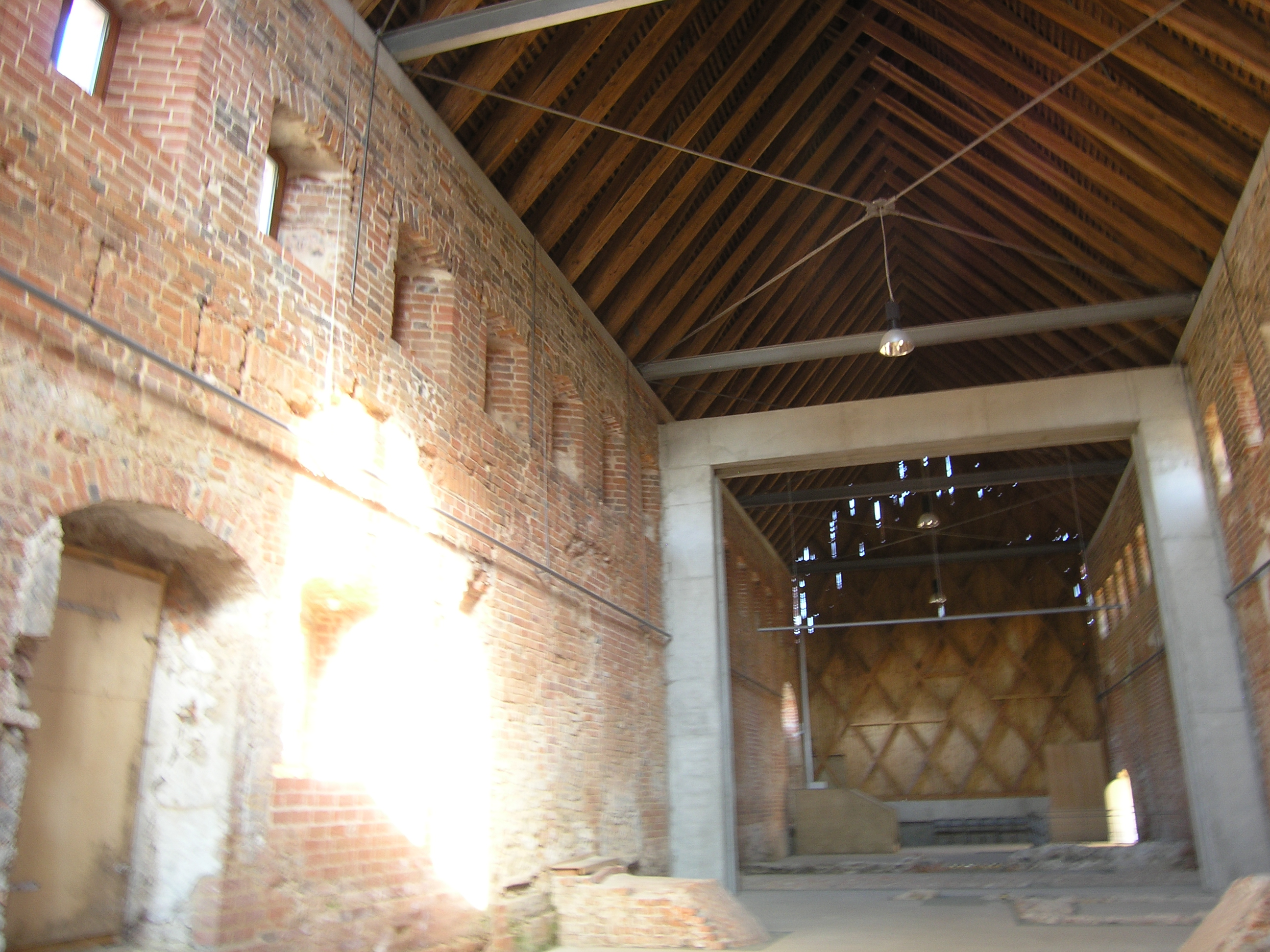
Ehemaliges Refektorium
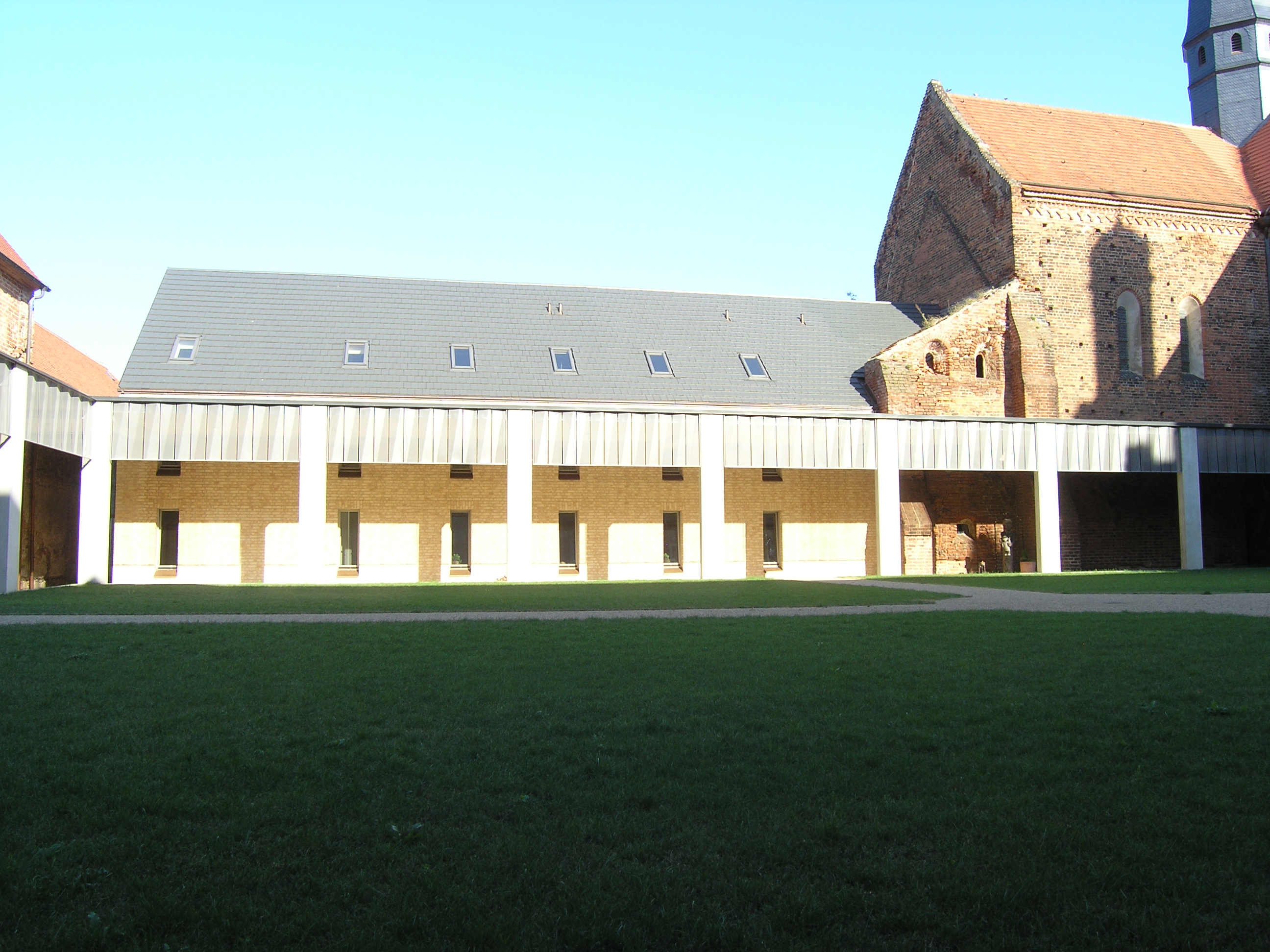
Neues Dormitorium
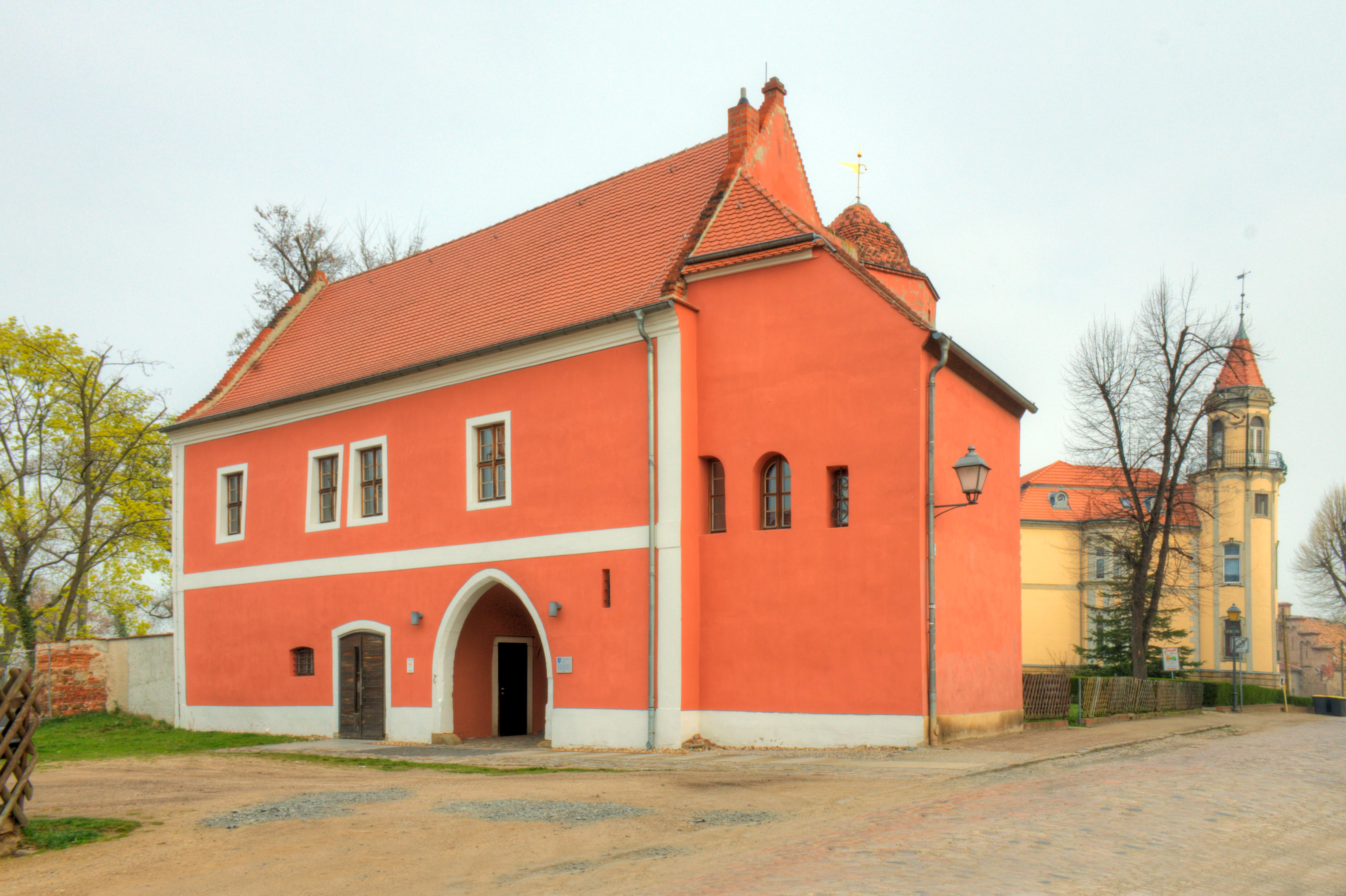
Hospitium
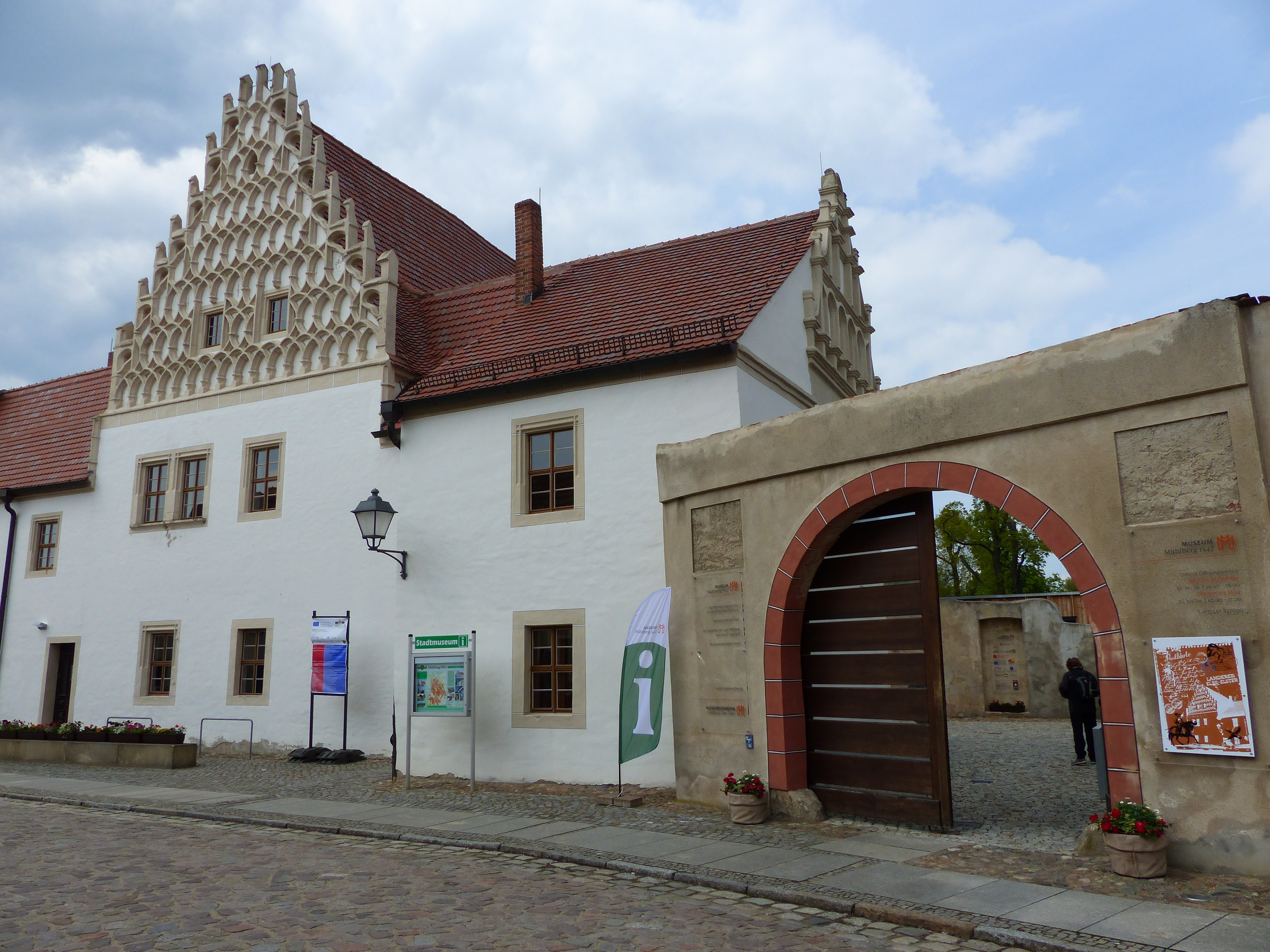
Neue Propstei

## Sonstiges
Die Klosterkirche wird der Stadtlage nach auch Altstädter Kirche genannt, während die Mühlberger Frauenkirche in manchen Dokumenten analog dazu auch als Neustädter Kirche bezeichnet wird.